# Æthelfrith (Elmham)
Æthelfrith (auch Eadilfridus oder Aethelfrith; † zwischen 736 und 758) war Bischof von Elmham. Er wurde 736 zum Bischof geweiht und trat sein Amt im selben Jahr an. Er starb zwischen 736 und 758.